# Хубулов Володимир Олексійович
Володимир Олексійович Хубулов (рос. Владимир Алексеевич Хубулов, нар. 2 березня 2001, Владикавказ, Росія) — російський футболіст, вінгер клубу «Крила Рад».
На правах оренди грає в клубі «Хімки».

## Ігрова кар'єра

### Клубна
Володимир Хубулов народився у місті Владикавказ і є вихованцем місцевого клубу «Аланія». Хоча на молодіжному рівні футболіст пограв у складах команд «Краснодар» та «Ахмат» (Грозний).
У 2020 році Хубулов повернувся до «Аланії», у складі якої у вересні 2020 року дебютував у турнірі ФНЛ.
У липні 2022 року Хубулов перейшов до клубу РПЛ «Крила Рад», де вже 16 липня зіграв свою першу гру у вищому дивізіоні чемпіонату країни. Взимку 2023 року вінгер на правах оренди до кінця сезону приєднався до клубу «Хімки». І вже в березні вперше вийшов на поле у складі нової команди у матчі проти воронезького «Факела».

### Збірна
У 2018 році Володимир Хубулов зіграв кілька матчів у складі юнацьких збірних Росії.

## Скандали
Кілька разів був помічений у соцмережі Instagram, де у грубій формі пред'являв претензії тенісистам за програні ними матчі.